# Soudná
Soudná je část okresního města Jičín. Nachází se na severovýchodě Jičína, přibližně uprostřed Lipové aleje. Prochází zde silnice II/286, podél ní Valdštejnova alej. V roce 2017 zde bylo evidováno 77 adres. V roce 2011 zde trvale žilo 232 obyvatel.
Soudná leží v katastrálním území Jičín o výměře 12,06 km2.
První zmínka o vsi pochází z roku 1790.